# أرت ميكي
أرت ميكي هو قاضي كندي، ولد في 1936.